# Syzygium malaccense
Syzygium malaccense es una especie de árbol perteneciente a la familia de las mirtáceas. El olor del fruto es muy similar al de una rosa, es de textura acuosa y sabor ligeramente dulce.

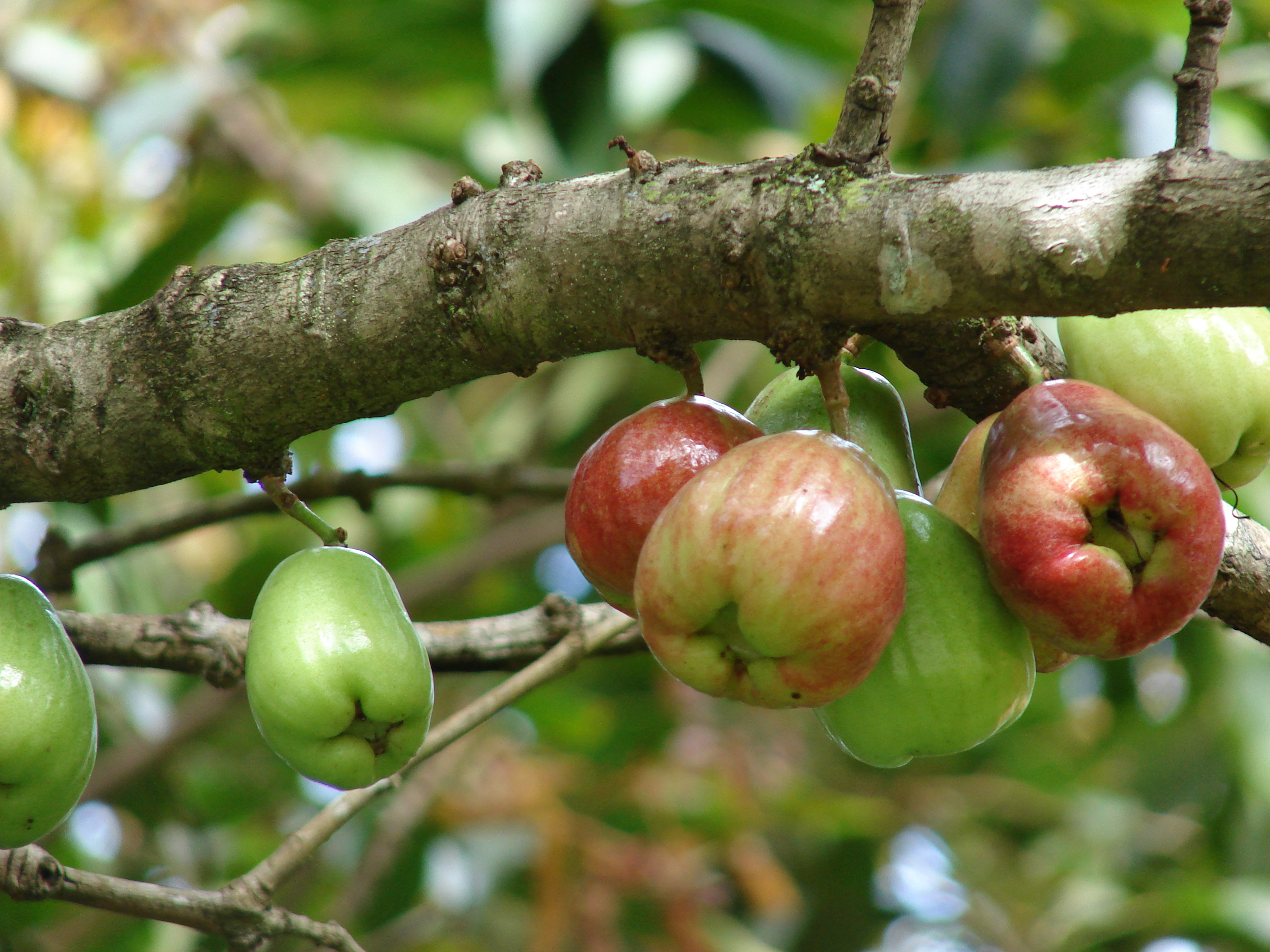
Frutos

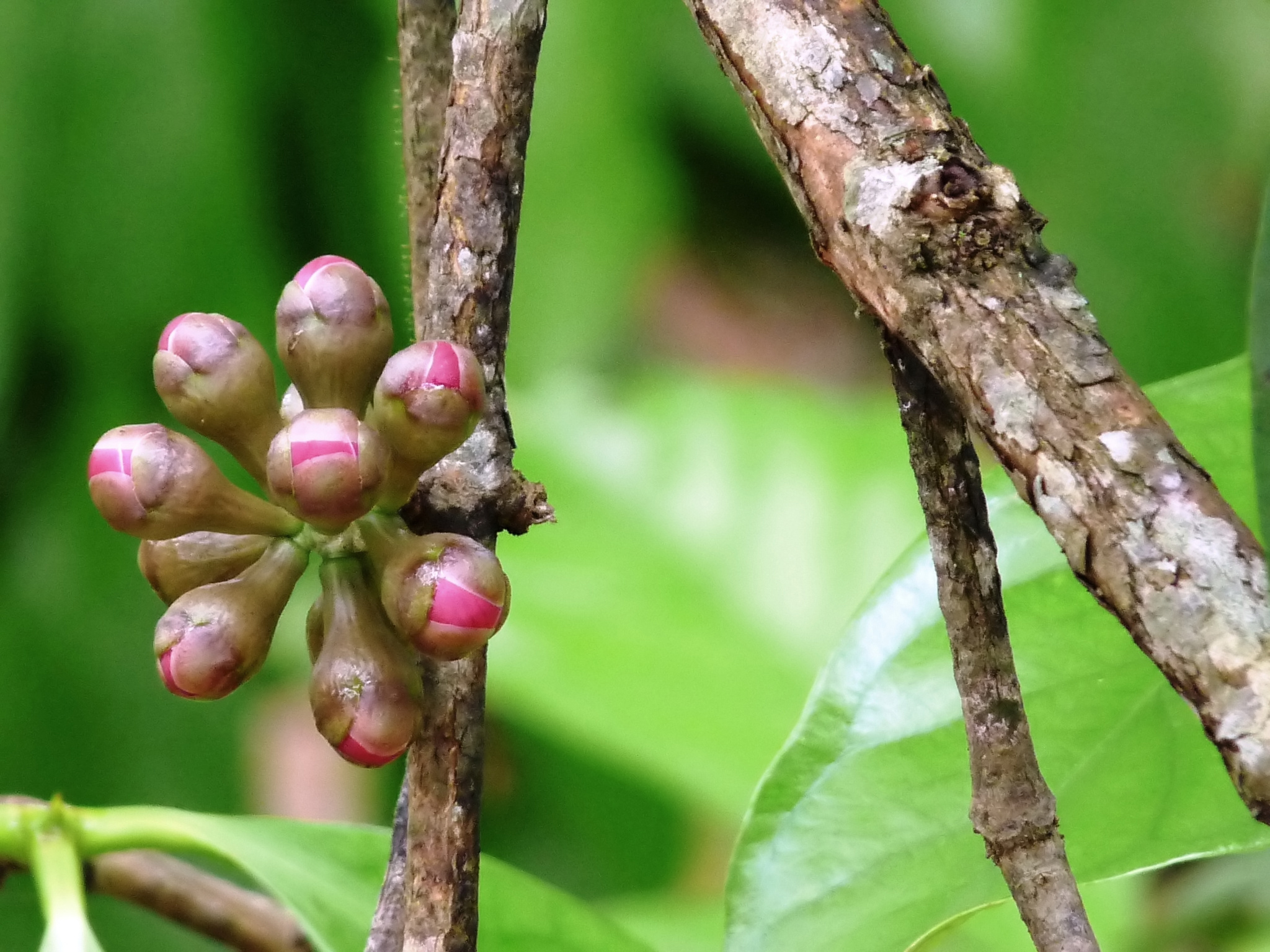
Capullos

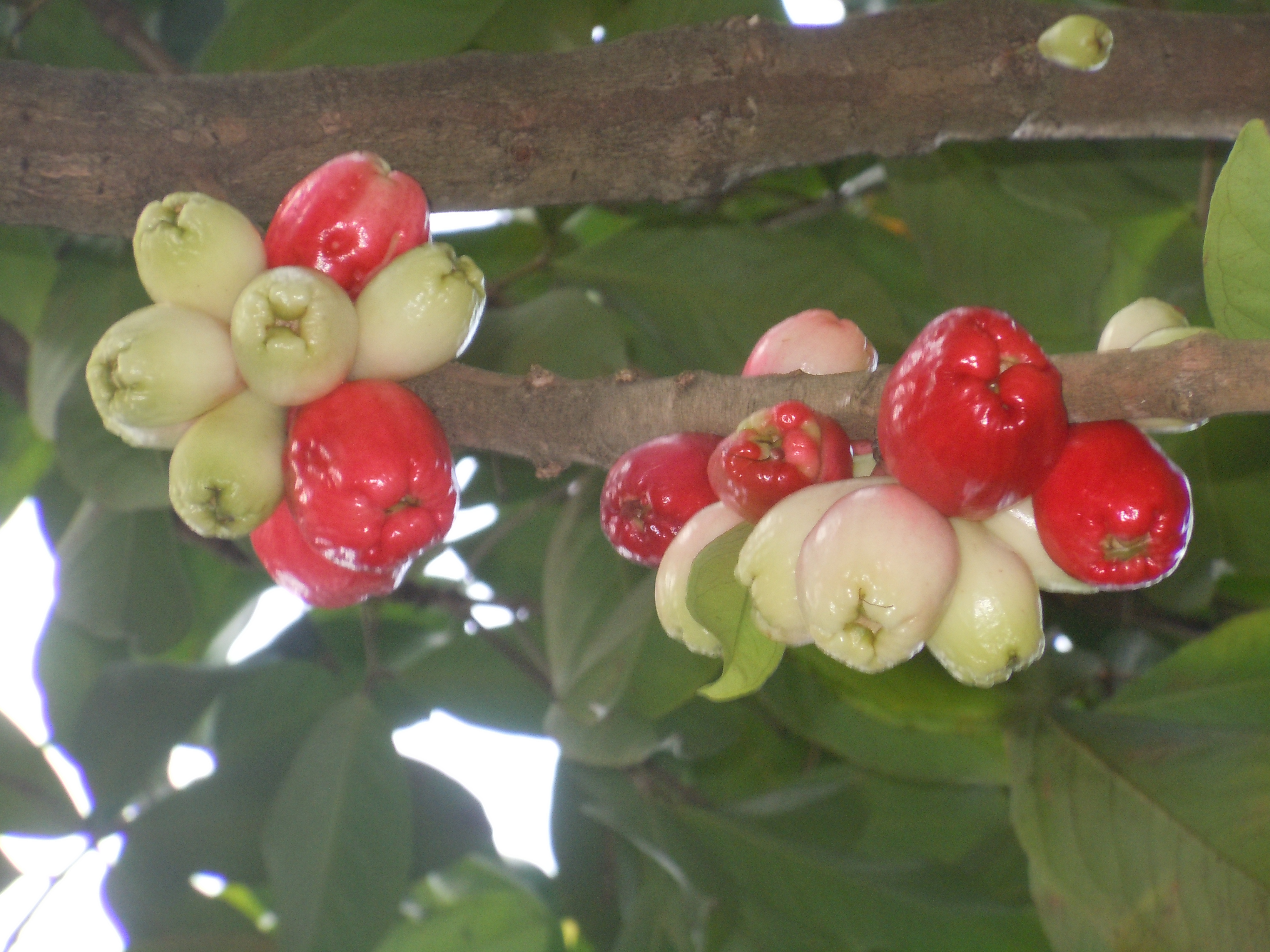
Frutos

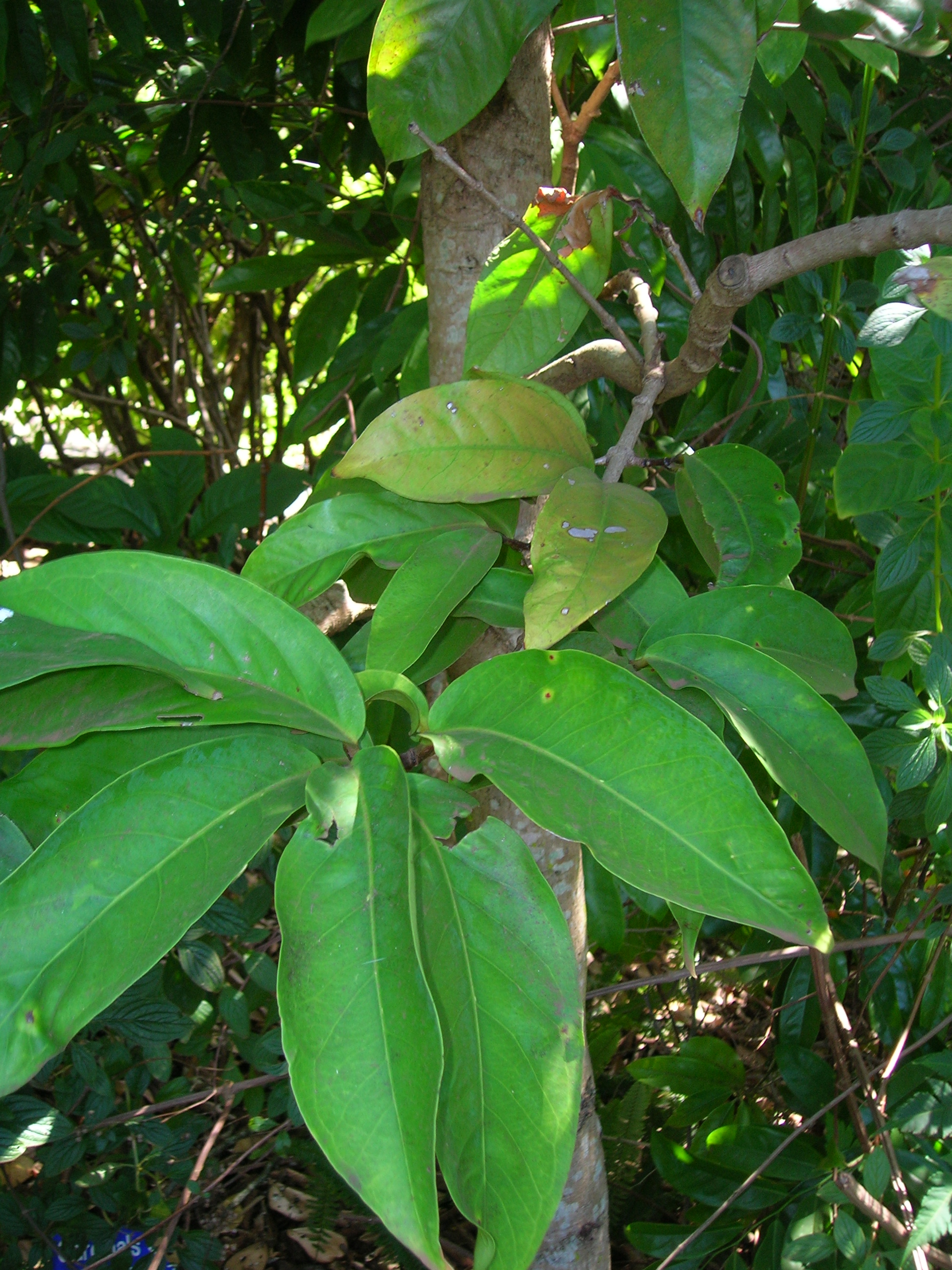
Hojas

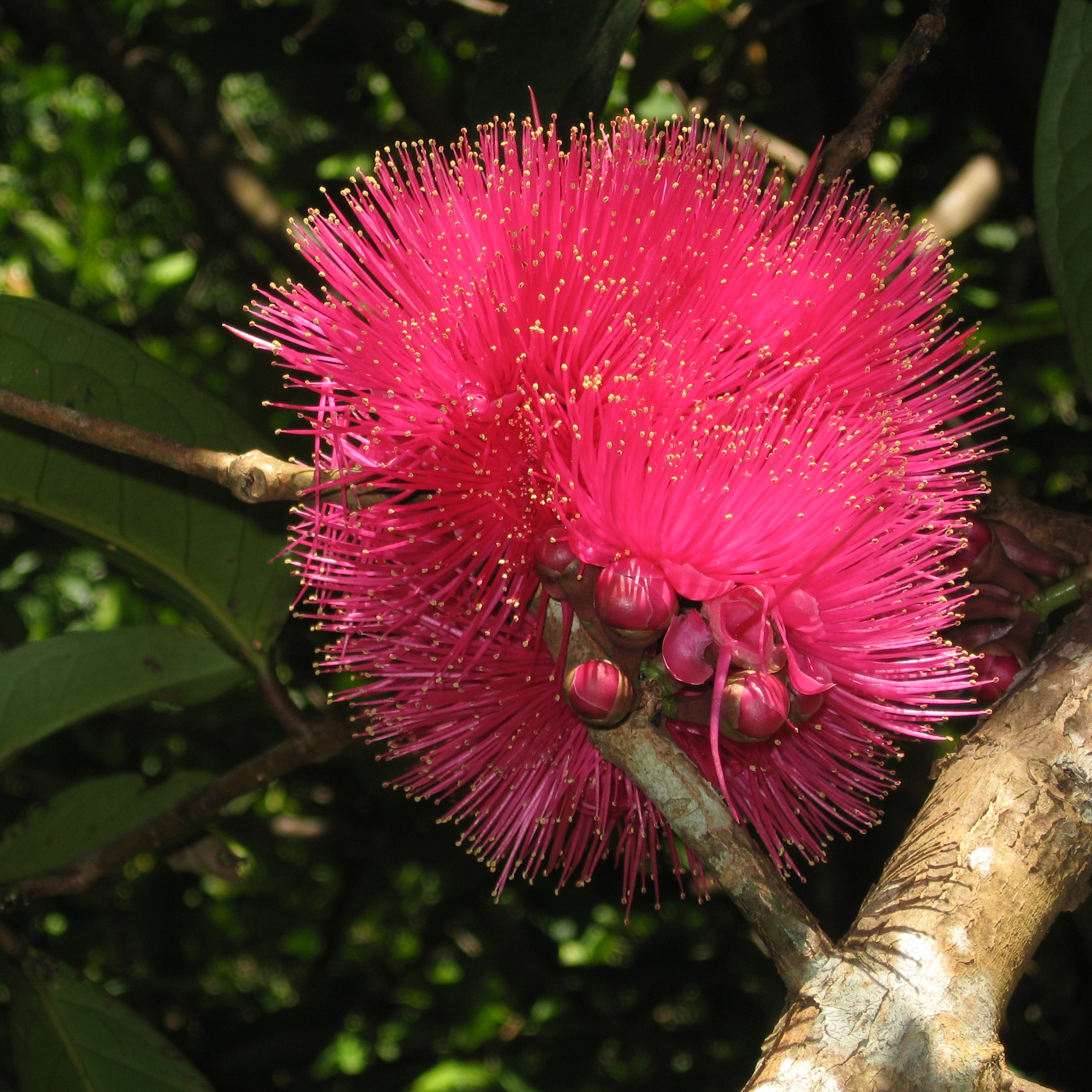
Inflorescencia

## Distribución y hábitat
Es un fruto nativo de Malasia, presente en algunos países de Centroamérica como Guatemala, Costa Rica, Panamá, Nicaragua, El Salvador, Honduras, países de Suramérica como Venezuela, Ecuador,  Perú y Colombia y caribeños como Jamaica, Trinidad y Tobago, Puerto Rico y República Dominicana. La fruta posee una forma oblonga similar a la de una manzana de pequeño tamaño y un color rojo oscuro, aunque algunas variedades tienen una piel blanca o rosada. La pulpa es blanca y rodea una gran semilla. La pulpa es utilizada para preparar mermelada con azúcar negra y jengibre. 
Los árboles de pomarrosa, conocidos en algunos países como yambo o manzanas de agua (o en Filipinas como makopa), crecen en climas tropicales en donde la precipitación anual es superior a los 152 cm. Pueden crecer a varias altitudes, desde el nivel del mar hasta 2740 m s. n. m. Los árboles en sí pueden alcanzar los 12 a 18 metros de altura. Florecen a principios de verano llevando la fruta durante los tres meses siguientes.

## Descripción
Son árboles que alcanzan un tamaño de 8-20 m de altura. Las ramitas comprimidas, finalmente teretes; corteza rojiza, escamosa. Hojas elípticas u oblongas, las láminas 12-36 × 5.5-16 cm, 1.5-2.7 veces más largas que anchas, coriáceas, verdes o verde olivo concoloro cuando secas; vena media cóncava o sulcada en el haz, convexa en el envés; nervaduras laterales 7-12, aplanadas o grabadas en el haz, elevadas en el envés; vena media similar a las nervaduras laterales y marcadamente arqueadas entre ellas, a 7-15 mm de los márgenes; glándulas inconspicuas o esparcidas sobre una o ambas superficies; base cuneada a redondeada; márgenes unidos en el pecíolo; ápice abruptamente acuminado u obtuso; pecíolos 10-15 mm, grueso y suberoso en las hojas maduras, deprimido adaxialmente. Inflorescencias caulifloras, en los nudos sin hojas de las ramas foliares, cimosas, simples o una vez compuestas; eje 10-15 × 2-3 mm; flores 6-12; brácteas caducas mucho antes de la antesis; botones 15-20 mm, turbinados, rojos. Flores pediceladas, los pedicelos 1-3 × 1-2 mm; bractéolas caducas mucho antes de la antesis; hipanto 15-20 mm, rojo, obcónico a infundibuliforme, la base contraída para formar un seudopedículo 5-10 mm; lobos del cáliz 3-7 × 7-20 mm, en pares subiguales, ampliamente ovados o redondeados, los márgenes escariosos, el ápice redondeado; pétalos 7-9 × 7-9 mm, ovados, cóncavos, rojos, el ápice redondeado, los márgenes escariosos; estambres 100-150, 20-25 mm, rojos; estilo 20-25 mm. Frutos 50-75 × 20-50 mm, oblongos u obovoides; pericarpo carnoso, el ápice excavado; lobos del cáliz persistentes, plegados por encima del ápice; color rojo, rosado o blanco en la madurez.

## Taxonomía
Syzygium malaccense fue descrita por (L.) Merr. & L.M.Perry y publicado en Journal of the Arnold Arboretum 19(3): 215. 1938.
Etimología
Syzygium: nombre genérico que deriva del griego: syzygos y significa "unido, reunido"
malaccense: epíteto geográfico que alude a su localización en Malaca.
- Caryophyllus malaccensis (L.) Stokes
- Eugenia domestica Baill.
- Eugenia macrophylla Lam.
- Eugenia malaccensis L.
- Eugenia pseudomalaccensis Linden
- Eugenia purpurascens Baill.
- Eugenia purpurea Roxb.
- Jambosa domestica DC.
- Jambosa domestica Blume
- Jambosa macrophylla (Lam.) DC.
- Jambosa malaccensis (L.) DC.
- Jambosa purpurascens DC.
- Jambosa purpurea (Roxb.) Wight & Arn.
- Myrtus macrophylla (Lam.) Spreng.
- Myrtus malaccensis (L.) Spreng.[3][4]

## Nombres comunes
- Es comúnmente conocida como pomarrosa, morita del Perú,[5] manzana de agua, manzana malaya, cajuilito Soliman, pomo, pomagás, pomagá, pomalaca o marañón curazao. En las islas Galápagos se la conoce como pera noruega y en Jamaica se le conoce como "otaiti apple". En Panamá se le conoce como  marañón curasao. En Venezuela se le conoce comúnmente como perita o pumalaca, y es una de las frutas más comunes en el país. En Nicaragua se le conoce comúnmente como pera de agua. En El Salvador se la conoce como marañón japonés. En el Caribe colombiano se le conoce cómo pera o perita.